# Idacanzas
Idacanzas fue un cacique muisca de la Confederación Iraca. Su nombre significa "Luz grande del día". 
Es un personaje misterioso, que fue muy venerado y respetado como sumo sacerdote. El Zipa y probablemente el Zaque también le pagaban tributo. Se le atribuye la capacidad de predecir desde los eventos climatológicos hasta los de origen humano con una precisión extraordinaria. Probablemente Idacanzas no sea más que un sumo sacerdote de Iraca, pero a la llegada de los españoles se le rendía culto como al dios Nemqueteba o Nemquereteba, que se asimila con Bochica, el instructor y benefactor de los muiscas. En las leyendas chibchas se describía como un anciano de barba blanca, cabalgando un misterioso animal. Estableció la Confederación de Iraca y las normas para la elección de sus sucesores. 
Es posible que Idacanzas se trate de un muy antiguo sacerdote del culto de Bochica, pero no del mismo personaje.